# شهرستان چیکوما، شینانو
شهرستان چیکوما (انگلیسی: Chikuma District, Shinano) یکی از  شهرستان‌های ژاپن است که در ولایت شینانو در ژاپن واقع شده‌است.